# Sooloilua
Sooloilua är en finsk dramakomedifilm som baseras på en roman av Katja Kallio. Den blev färdig år 2007.
Filmens regissör är Lauri Nurkse och i huvudrollerna spelar Saija Lentonen, Kari-Pekka Toivonen, Kristiina Elstelä och Minttu Mustakallio, alla kända finska skådespelare. Låten Mun koti ei oo täällä (Mitt hem är inte här) av Chisu blev känd via filmen.

## Handling
En 31 år gammal journalist Emma Huilu slutar sitt förhållande med sin pojkvän. På kvällen gör hon en intervju om en världsbekant dirigent Joel Abrahamsson. De står i kontakt via e-mail och blir kära i varandra. Emma flyttar till Joels barndomshem och börjar ta hand om Joels mamma Lea, som har demens. Emma kommer inte överens med Lea.
Joel börjar en ny turné, som tar flera veckor. En lurig violinist, Larissa, lockar honom under turnén.